# Plac Na Groblach
Plac Na Groblach – plac w Krakowie, w dzielnicy I Stare Miasto, pomiędzy ulicami Powiśle a Tarłowską, na Nowym Świecie, w pobliżu Wisły, Plant i Wawelu.

## Historia powstania

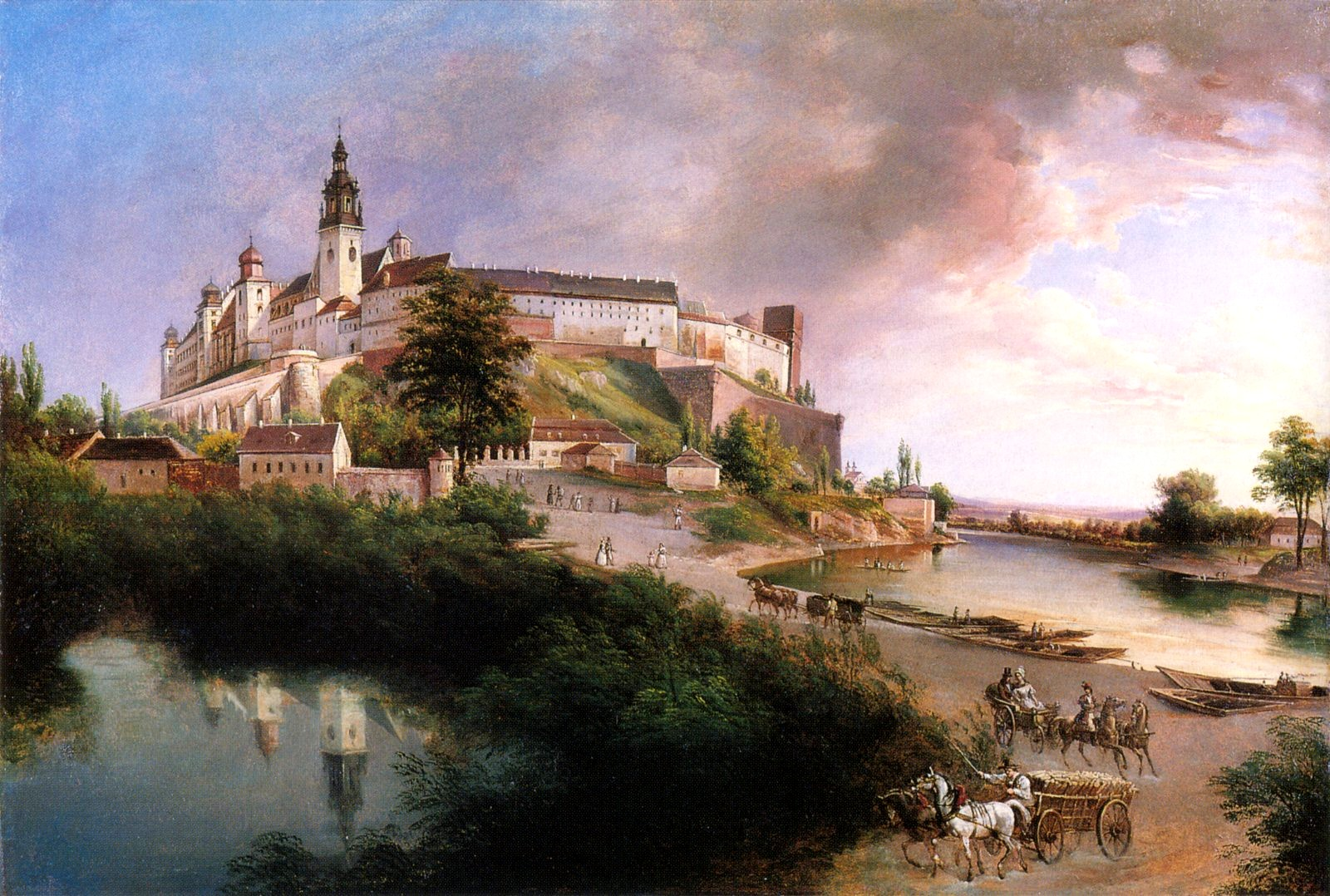
Grobla pod Wawelem, która dała nazwę placowi.

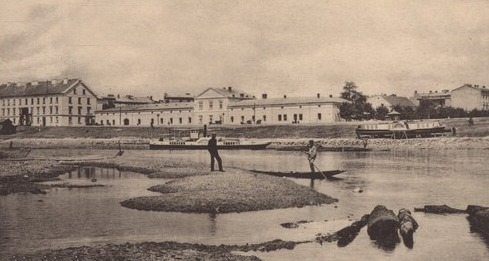
Browar Królewski na zdjęciu z końca XIX wieku (ul. Powiśle), fragment Placu na Groblach widoczny po prawej

Do połowy XIX wieku środek placu zajmował staw będący dawnym portem wiślanym. Zachodnią część nazywano od połowy XIX wieku ulicą Portową. Obecny owalny zarys placu wykształcił się w XVIII – XIX w. Przed końcem II wojny światowej, plac stanowił pętlę autobusową.
Plac (nazywany w XIX w. Nowym Światem), na którym odbywały się targi końskie, powstał w XIX wieku. Wcześniej na terenie tym znajdowały się stawy i mokradła (stopniowo osuszane i zastępowane przez drewnianą, parterową i chaotyczną zabudowę). Do czasu regulacji, było tam jedno z ujść Rudawy odprowadzające wodę oraz nieczystości z fos u podnóża murów miejskich do Wisły. Nazwa pochodzi od grobli odcinających tę odnogę. Nazwę Groble nosiła początkowo ulica położona we wschodniej części późniejszego placu (I połowa XIX w).
Dni, w które mogły odbywać się targi końskie określał regulamin targowy z końca XIX wieku. Paragraf 58, pkt. b stanowił: „Targi końskie odbywają się co wtorek każdego tygodnia a w razie gdyby na ten dzień przypadało święto uroczyste, targ odbywa się w następnym dniu powszednim”. W drugiej połowie XVIII w. plac był jurydyką, będącą własnością Tarłów, potem dzierżawioną przez Hugona Kołłątaja, a jeszcze później należącą do Sieniawskich.

## Zabudowa
Najbardziej znanym budynkiem przy Placu na Groblach jest gmach I Liceum Ogólnokształcącego im. Bartłomieja Nowodworskiego w Krakowie (nr 9), zaprojektowany w 1896 roku przez Józefa Sarego i wybudowany w latach 1897–1899.
Większość kamienic została wybudowana pod koniec XIX i na początku XX wieku. Na rogu placu Na Groblach i ul. Powiśle znajduje się jedyny zachowany fragment wyburzonego w 2002 r. Browaru Królewskiego, w który wmurowano drewniany wodowskaz oraz trzy tablice prezentujące poziom wody podczas powodzi w Krakowie w 1813, 1876 i 1903 roku. Budynek browaru, na którego miejscu stoi obecnie hotel Sheraton, wyburzono pomimo figurowania obiektu w rejestrze zabytków. Projektant hotelu, prof. Andrzej Kadłuczka określił wyburzenie browaru mianem „wymiany substancji zabytkowej”.

## Znani mieszkańcy
Przy Placu na Groblach (nr 12) mieszkał przez ok. 24 lata u Janiny Garyckiej znany krakowski artysta i organizator Piwnicy pod Baranami, Piotr Skrzynecki. W tej samej kamienicy mieszkał prezes Federacji Rodzin Katyńskich Andrzej Sariusz-Skąpski.
Z kolei w kamienicy nr 3 mieszkanie miał Karol Tichy, krakowski malarz, artysta i pedagog. W kamienicę  nr 3 wmurowano tablicę upamiętniającą reportera, publicystę i dyplomatę Ksawerego Pruszyńskiego, który również był jej lokatorem.
W roku 1945, na pierwszym piętrze kamienicy nr 19, w mieszkaniu nr 20, mieszkała Wanda Adamczyk (z domu Milczanowska) i jej matka, Anna Milczanowska, które w czasie wojny udzieliły schronienia Marii Bester (z d. Langdorf, wówczas ok. 30-letniej) oraz jej teściowej, Esterze Langdorf.

## Piwnica pod Baranami
Wspomniane mieszkanie Janiny Garyckiej w kamienicy nr 12 było częstym miejscem zakrapianych alkoholem spotkań artystów związanych z Piwnicą pod Baranami – krakowskim kabaretem założonym m.in. przez Piotra Skrzyneckiego. Na czterdziestolecie kabaretu powstała nawet piosenka autorstwa Zbigniewa Książka (słowa) i Zygmunta Koniecznego (muzyka) pt. O Groblach, na Groblach. Inny utwór, Plac na Groblach Zbigniewa Książka (słowa) i Jana Kantego Pawluśkiewicza (muzyka), wykonywał niegdyś m.in. Grzegorz Turnau.

## Infrastruktura
Plac na Groblach był zajmowany (przez wiele lat) przez boiska szkolne. Od września 2007 do 9 grudnia 2009 na placu trwała budowa pierwszego w Krakowie podziemnego parkingu, który jest największym tego typu obiektem w okolicy Wawelu. Może pomieścić ponad 600 samochodów. W części naziemnej parkingu odtworzone zostały ogólnodostępne boiska do piłki nożnej i siatkówki oraz bieżnia. Oprócz tego powstał budynek Międzyszkolnego Ośrodka Sportowego Kraków-Śródmieście. Parking otwarto 9 grudnia 2009 roku.

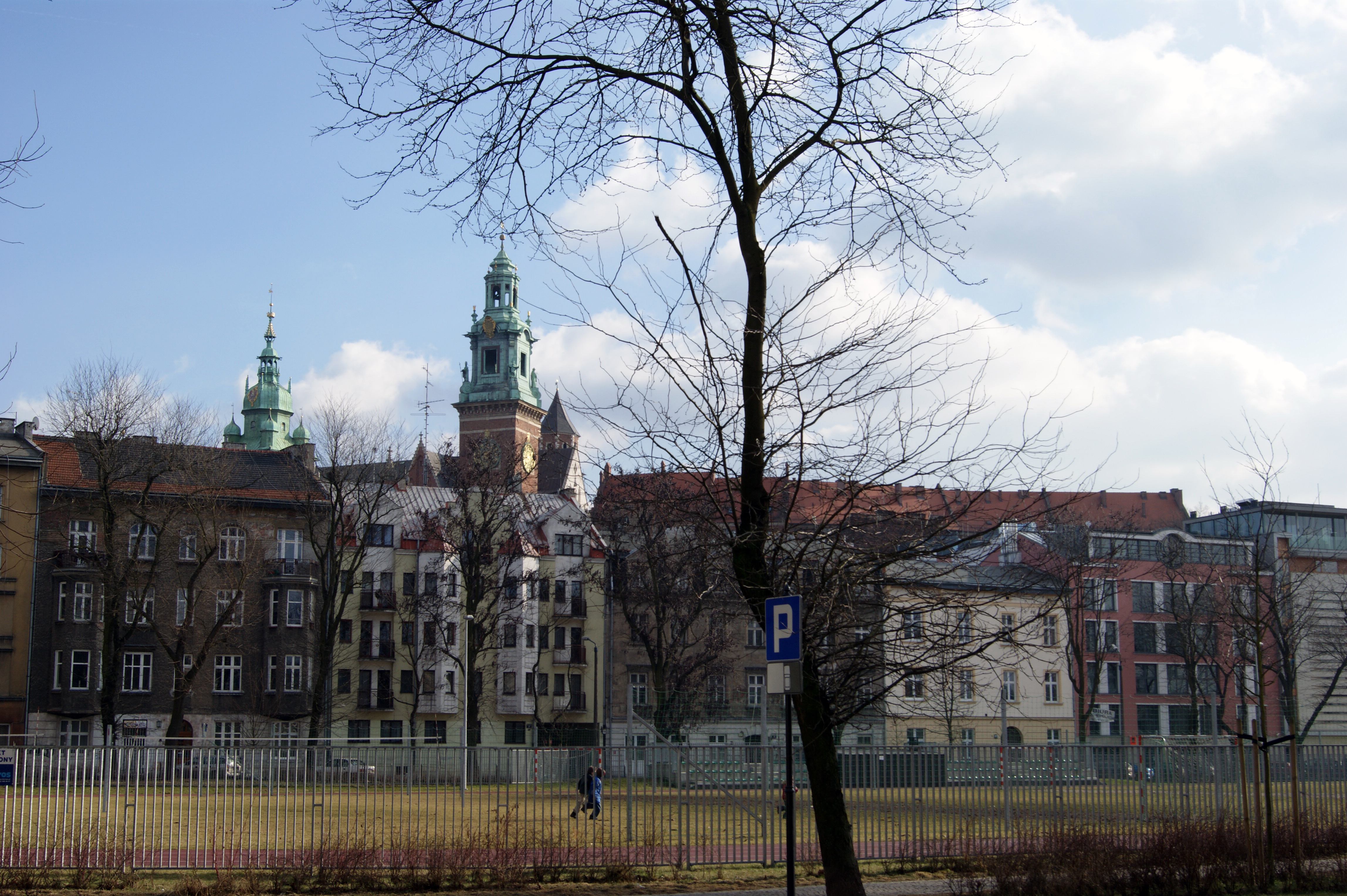
Widok z ul. Tarłowskiej
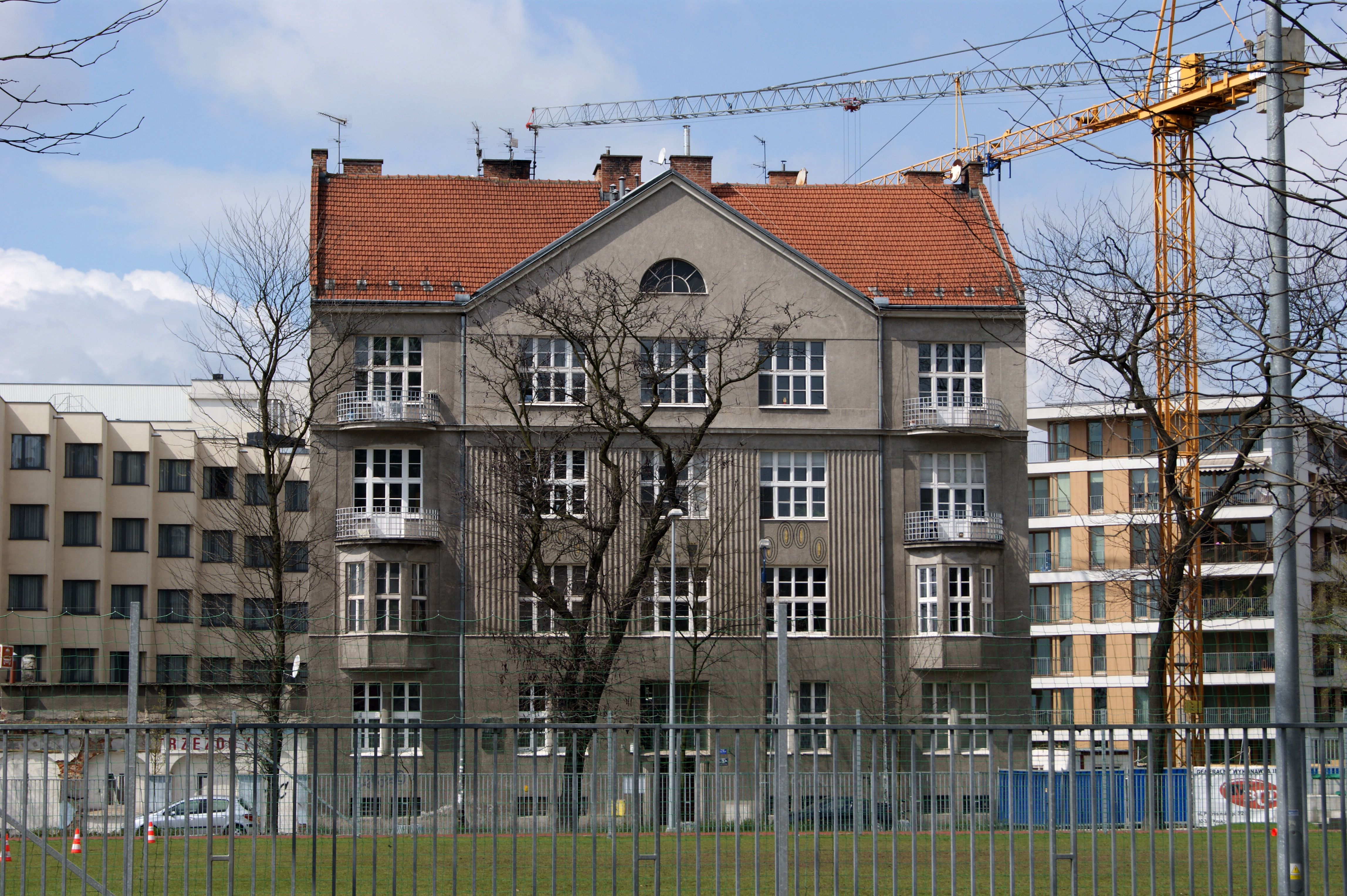
Pl. Na Groblach 3 Dom Karola Tichego
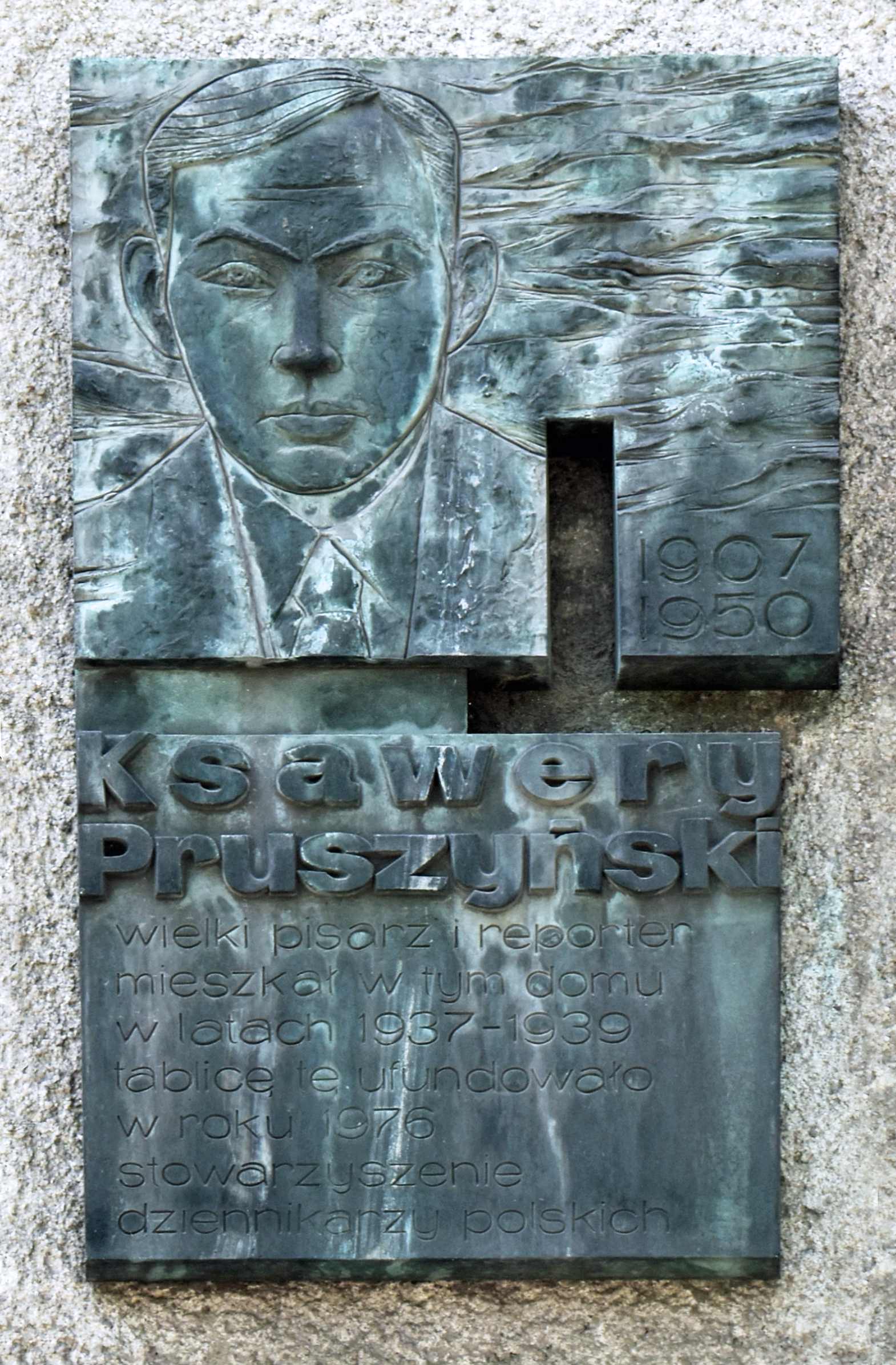
Pl. Na Groblach 3 Tablica upamiętniająca Ksawerego Pruszyńskiego.
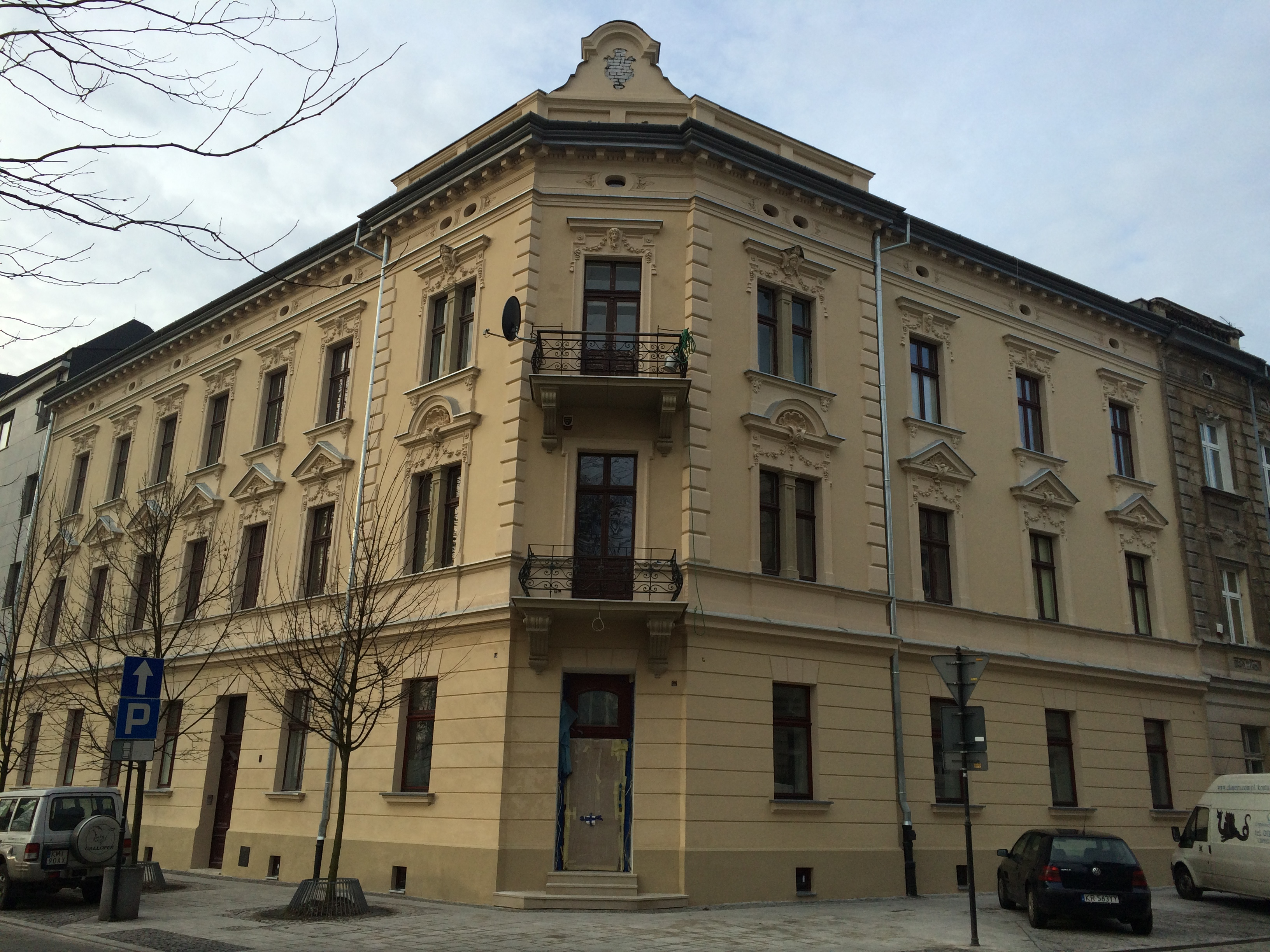
Pl. Na Groblach 6
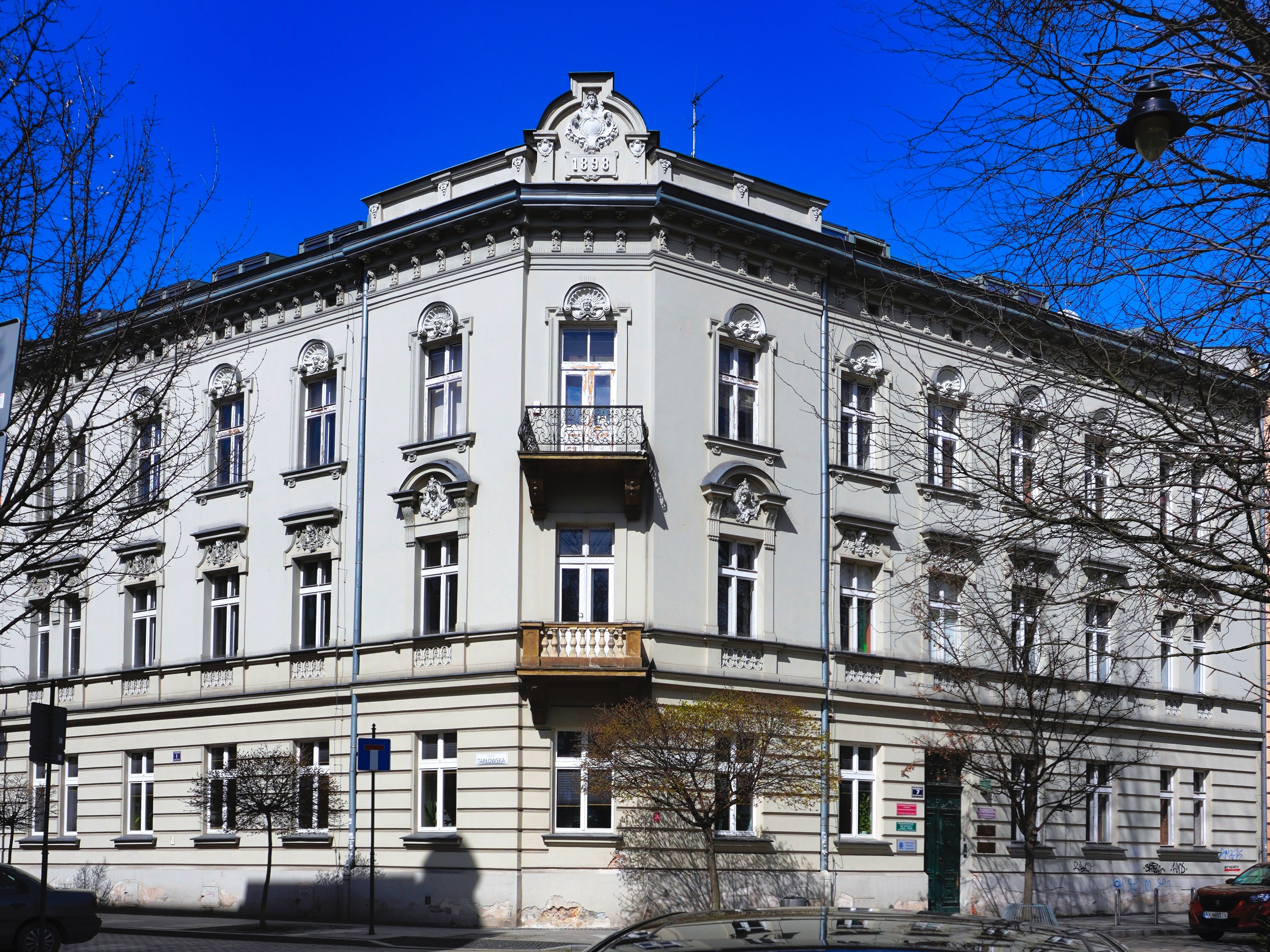
Pl. Na Groblach 7 Kamienica (proj. Leopold Tlachna, 1898)
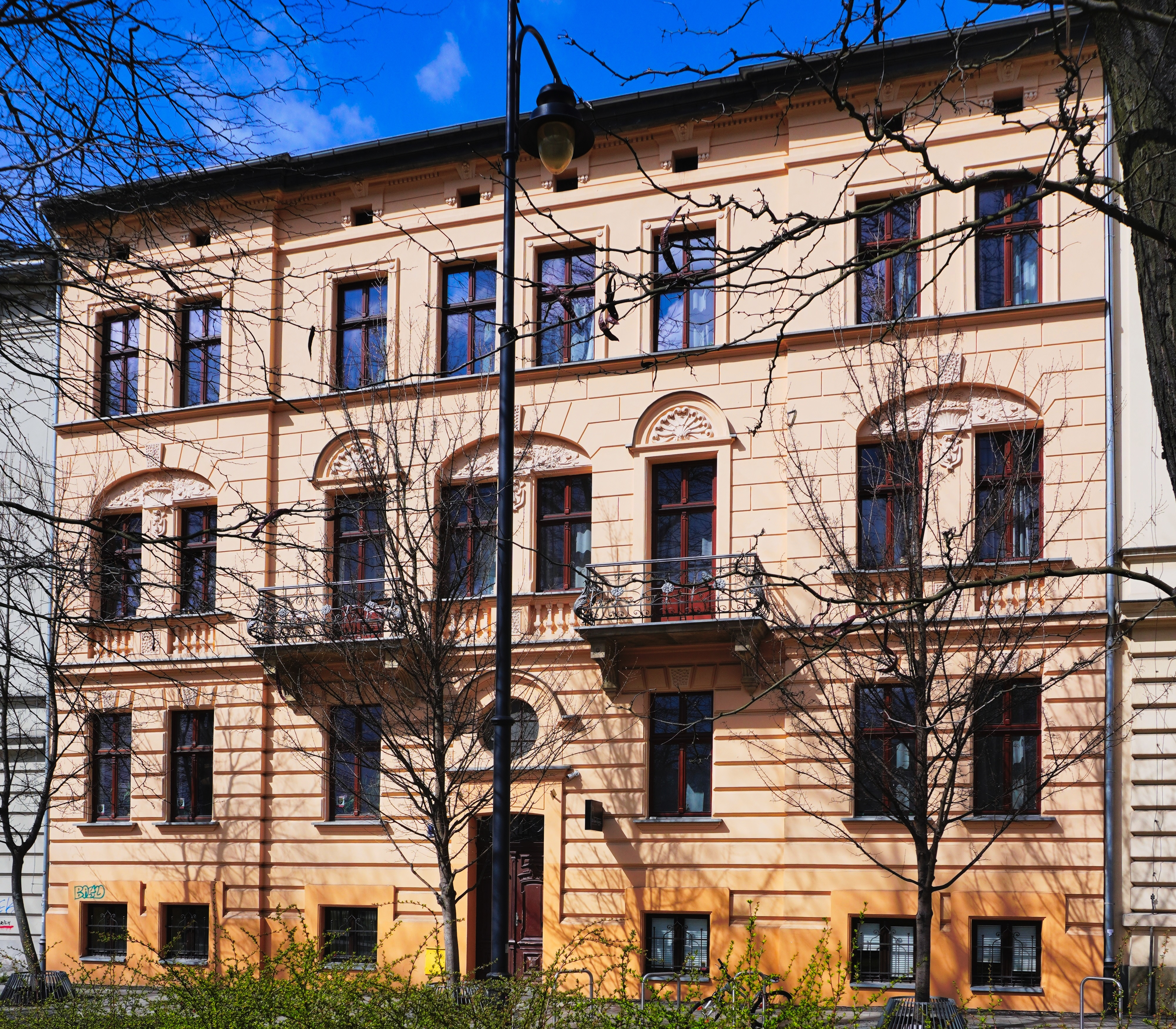
Pl. Na Groblach 8 Kamienica (proj. Leopold Tlachna, 1907–1909)
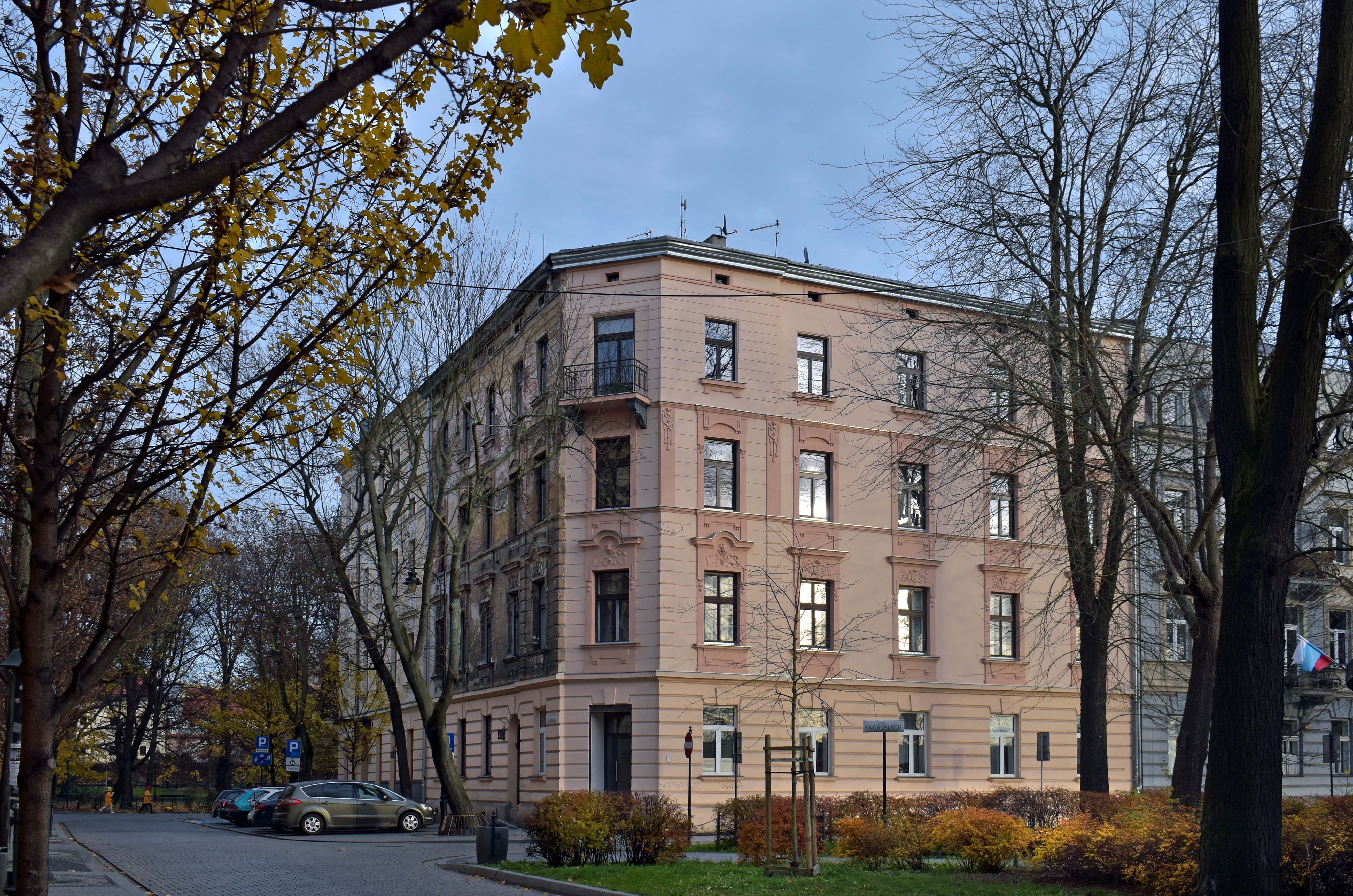
Pl. Na Groblach 12–13 W tej kamienicy, pod nr 2 mieszkał Piotr Skrzynecki
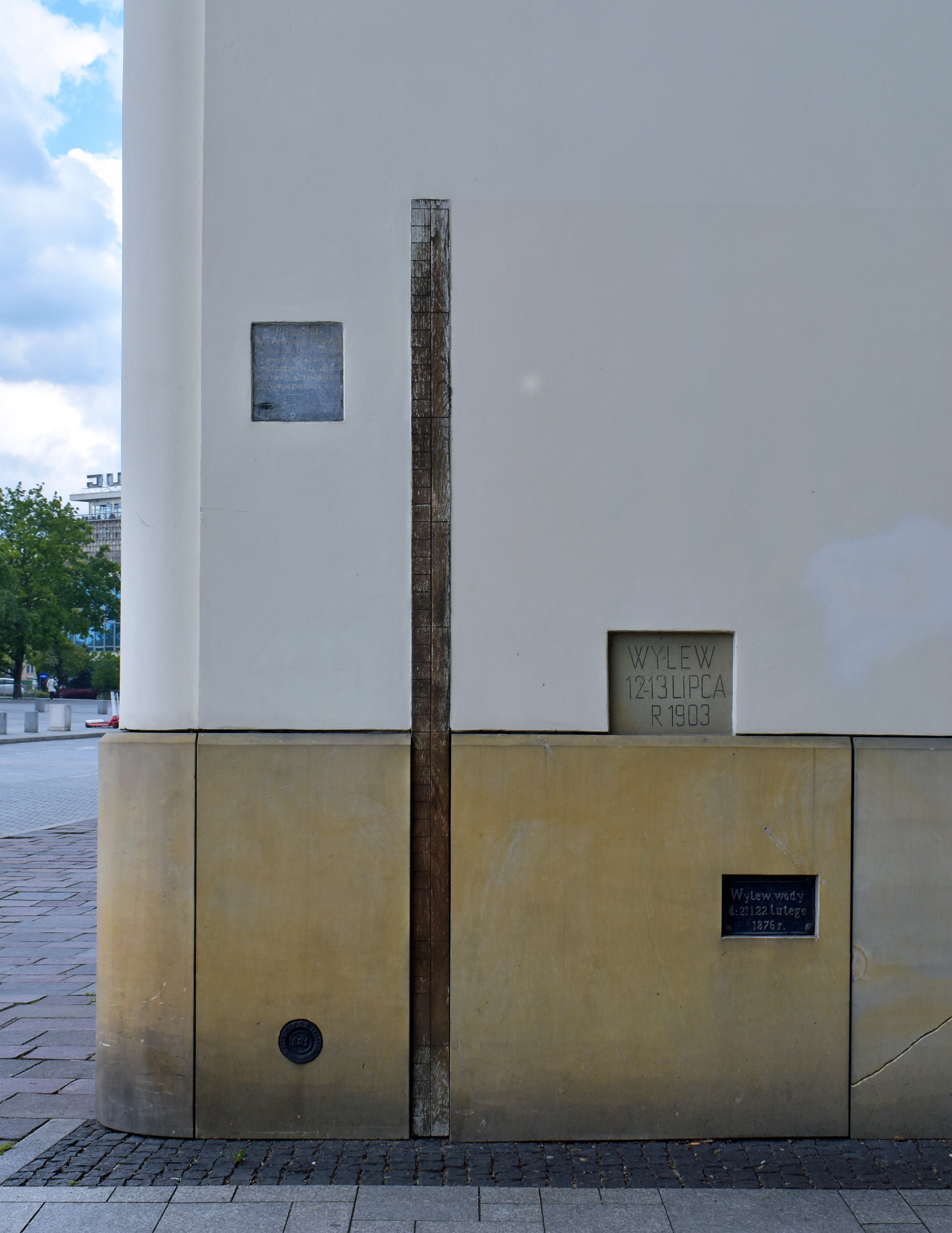
Wodowskaz na rogu placu i ul. Powiśle.
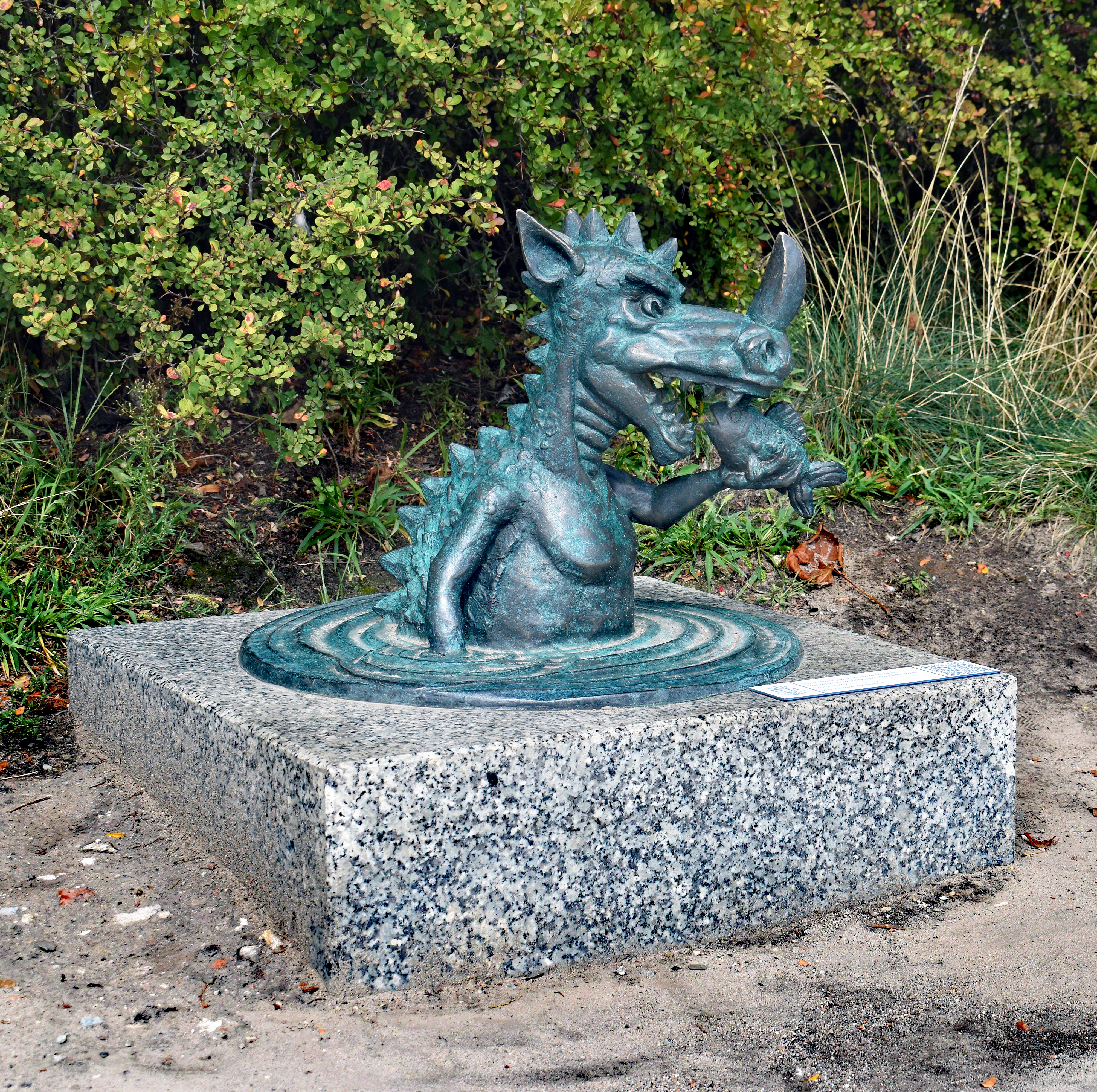
Smoczy szlak w Krakowie Smok Wodny
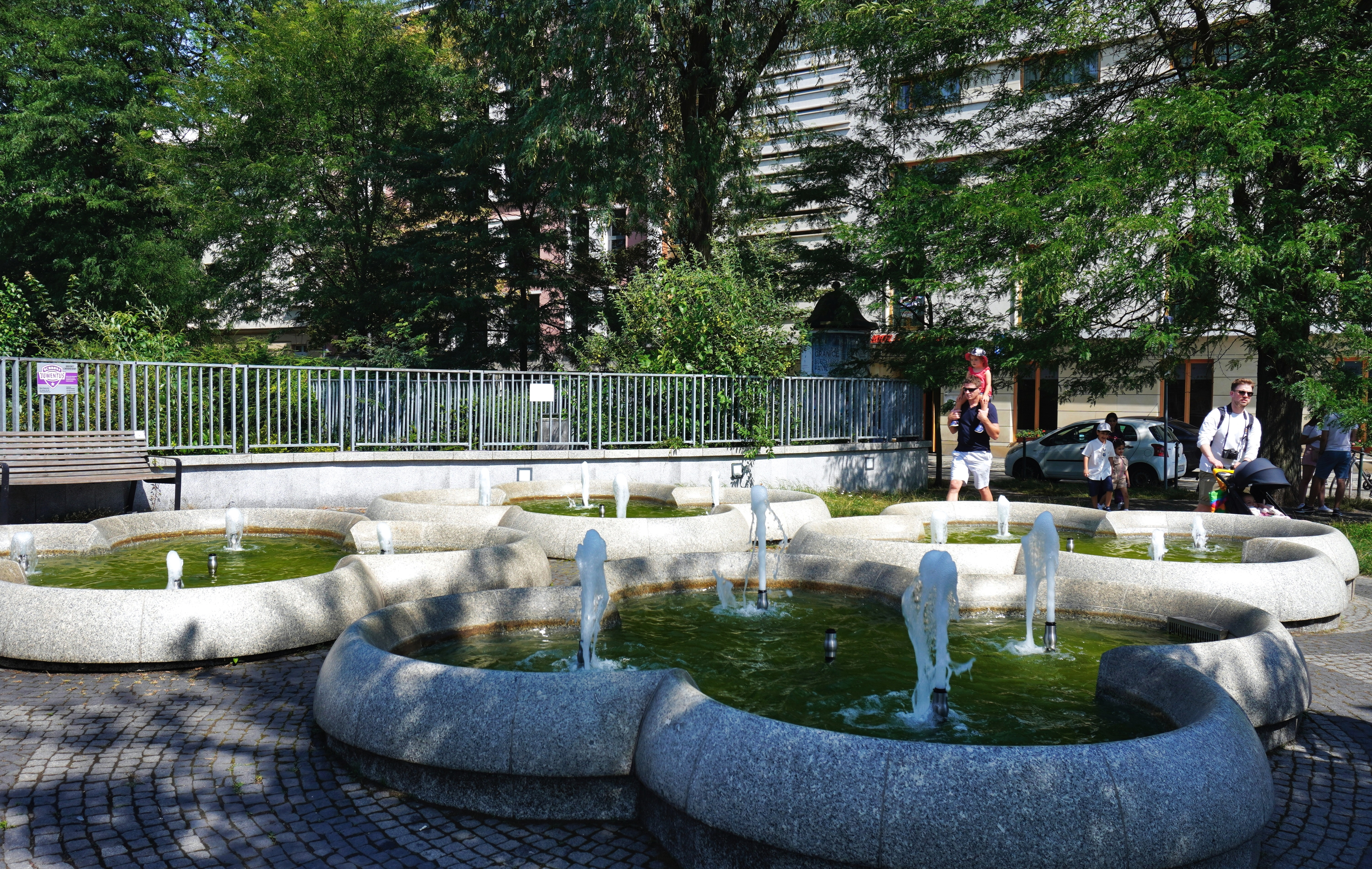
Fontanna